# مهرجان (قرية)
مهرجان هي قرية في مقاطعة خور وبيابانك، إيران. يقدر عدد سكانها بـ 624 نسمة بحسب إحصاء 2016.